# Grynet Molvig
Ann-Kristin "Grynet" Molvig (23 december 1942) is een Noorse actrice en zangeres.

## Biografie
Ze werd bekend in 1960 samen met de andere zangers Kjell Karlsen and Willy Andresen. Later trad ze ook op in buurland Zweden, meestal met de zanger Povel Ramel. Ook maakte ze in 1960 haar filmdebuut. In 2006 kwam Molvig weer in de schijnwerpers te staan toen ze meedeed aan de musical Sweet Charity.
Ook nam Molvig verschillende keren deel aan Melodi Grand Prix, de Noorse voorrondes voor het Eurovisiesongfestival. Ze wist deze wedstrijden echter nooit te winnen.
Molvig trouwde twee keer, de eerste keer met Alfred Janson; dit huwelijk liep uit op een scheiding. Later trouwde ze met de Zweed Carl Adam Lewenhaupt. Uit haar eerste huwelijk werd haar zoon Janson geboren; ook hij is acteur.

## Filmografie
- Sønner av Norge (1961)
- Operasjon Løvsprett (1962)
- Sailors (1964)
- Stompa forelsker seg (1965)
- Mannen som slutade röka (1972)
- SOPOR (1981)
- Folk og røvere i Kardemomme by (1988)

## Deelnames Melodi Grand Prix
| Jaar | Lied                        | Plaats |
| ---- | --------------------------- | ------ |
| 1961 | Far cha-cha                 | 4      |
| 1961 | Ingen blomster til meg      | 5      |
| 1965 | Med lokk og luk             | 2      |
| 1965 | Bare det aller, aller beste | 3      |
| 1966 | Ung og forelsket            | 3      |
| 1966 | Intet er nytt under solen * | 1      |

- * Het winnende lied Intet er nytt under solen werd zowel uitgevoerd door zangeres Åse Kleveland als door Grynet Molvig. De jury gaf uiteindelijk de voorkeur aan Kleveland.

- Bibsys: 99004695
- International Standard Name Identifier: 0000 0003 7183 2309
- KulturNav: 7260d66b-6658-4d9b-9b82-d89b26a96c87
- Library of Congress Control Number: n78045391
- MusicBrainz: 00fc4439-2d2a-4632-80ea-12f333460f01
- Virtual International Authority File: 11104788
- WorldCat: E39PBJfcKD6X4cHHwbD6cjwXBP